# Villafranca in Lunigiana
Villafranca in Lunigiana est une commune italienne de la province de Massa-Carrara, dans la région Toscane.

## Histoire
- Le château de Malgrate
- Le Château de Virgoletta

## Administration
| Période                                  | Période  | Identité        | Étiquette | Qualité |
| ---------------------------------------- | -------- | --------------- | --------- | ------- |
| 08/06/2009                               | En cours | Fabrizio Antiga |           |         |
| Les données manquantes sont à compléter. |          |                 |           |         |

### Hameaux
Filetto, Fornoli, Irola, Malgrate, Merizzo, Mocrone, Virgoletta

### Communes limitrophes
Bagnone, Filattiera, Licciana Nardi, Mulazzo, Tresana

## Galerie de photos

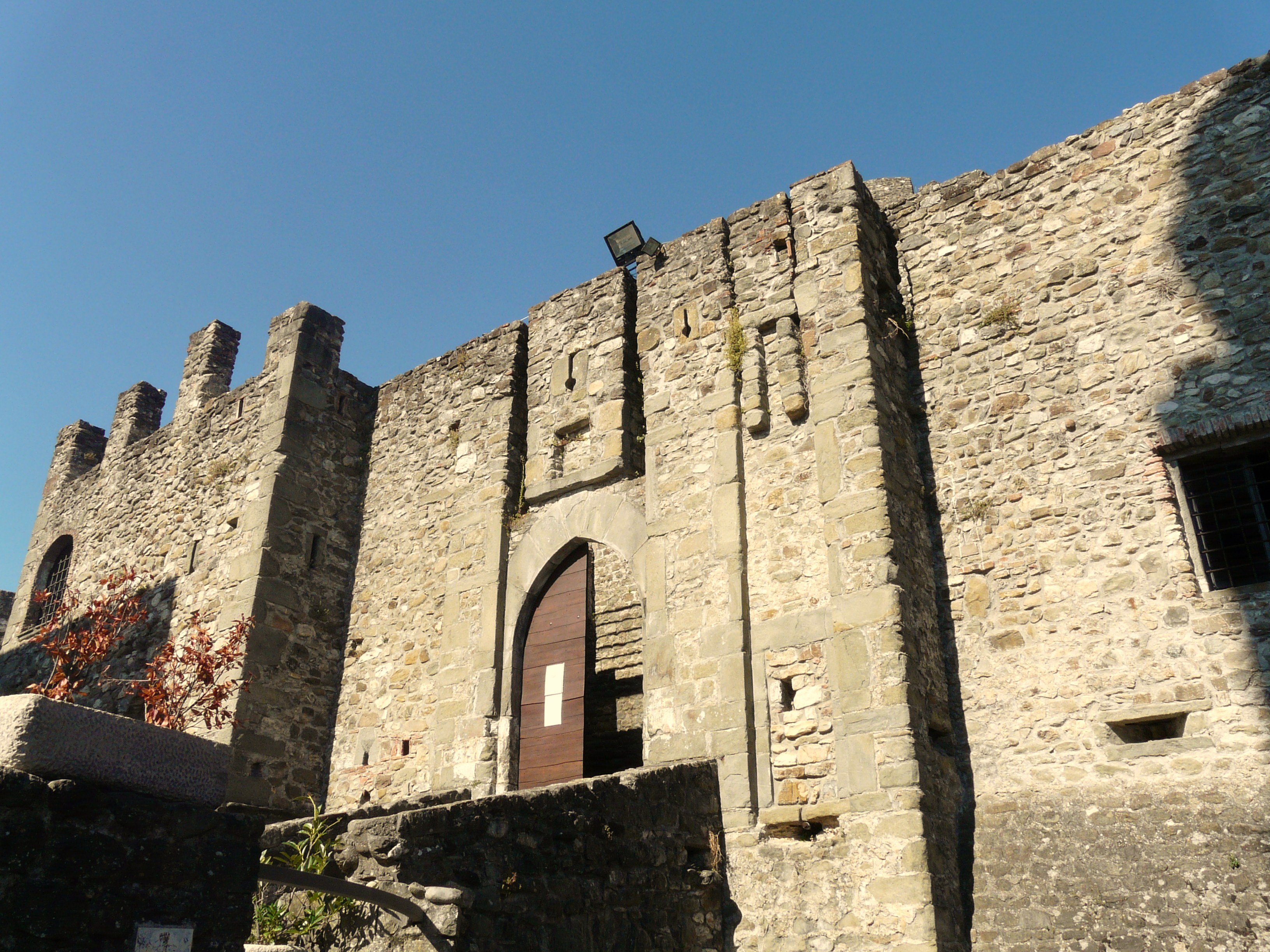
Château de Malgrate
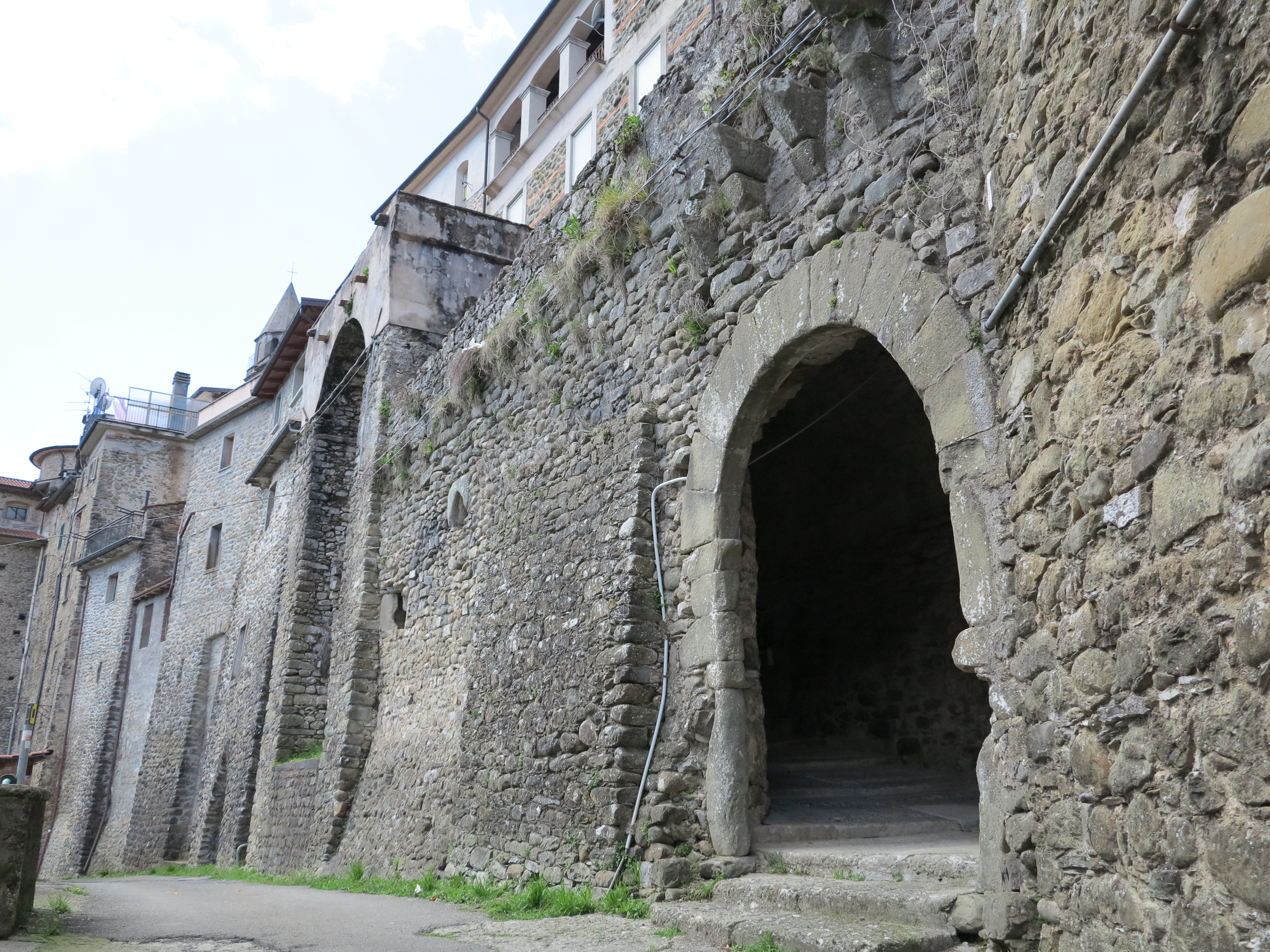
Porte d'accés à Virgoletta